# Reliquia

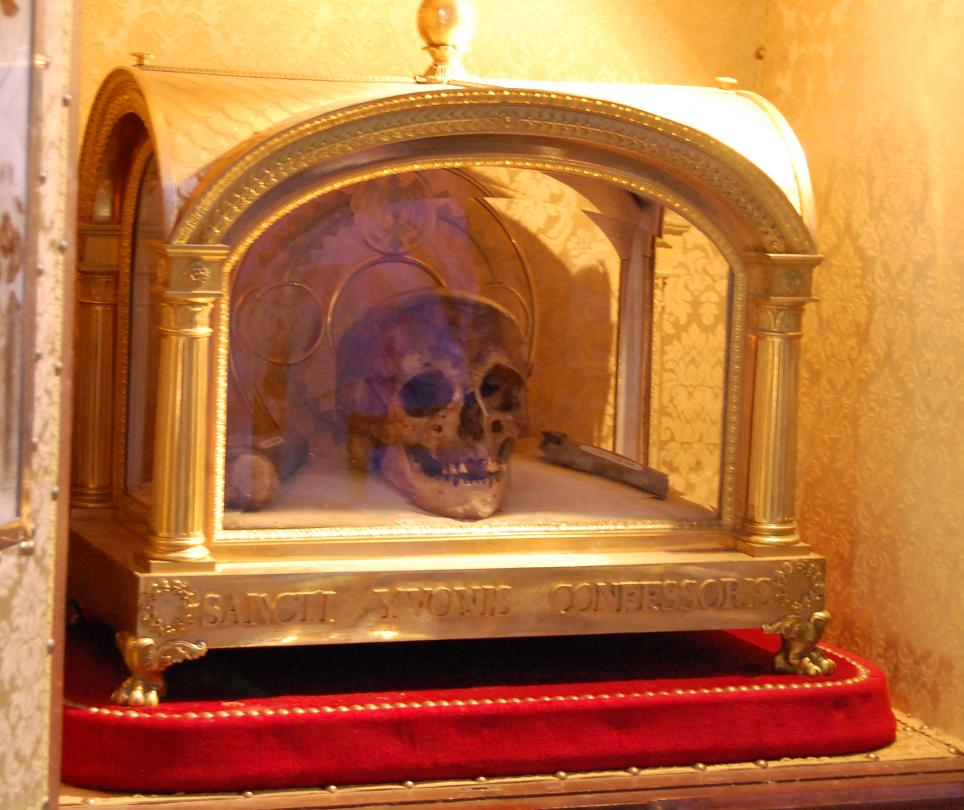
Relicario con el cráneo de san Ivo de Kermartin (1253-1303) en Tréguier, Bretaña (Francia).

En el ámbito religioso, una reliquia (del latín reliquiae 'restos') suele consistir en los restos físicos o en los efectos personales de un santo o de una persona venerada conservados con fines de culto como recuerdo tangible. Las reliquias son una parte importante de algunos aspectos del cristianismo, el budismo, el hinduismo, el islam, el chamanismo y muchas otras religiones. Un relicario es un lugar o recipiente sagrado que alberga una o más reliquias religiosas.

## En la Antigüedad clásica

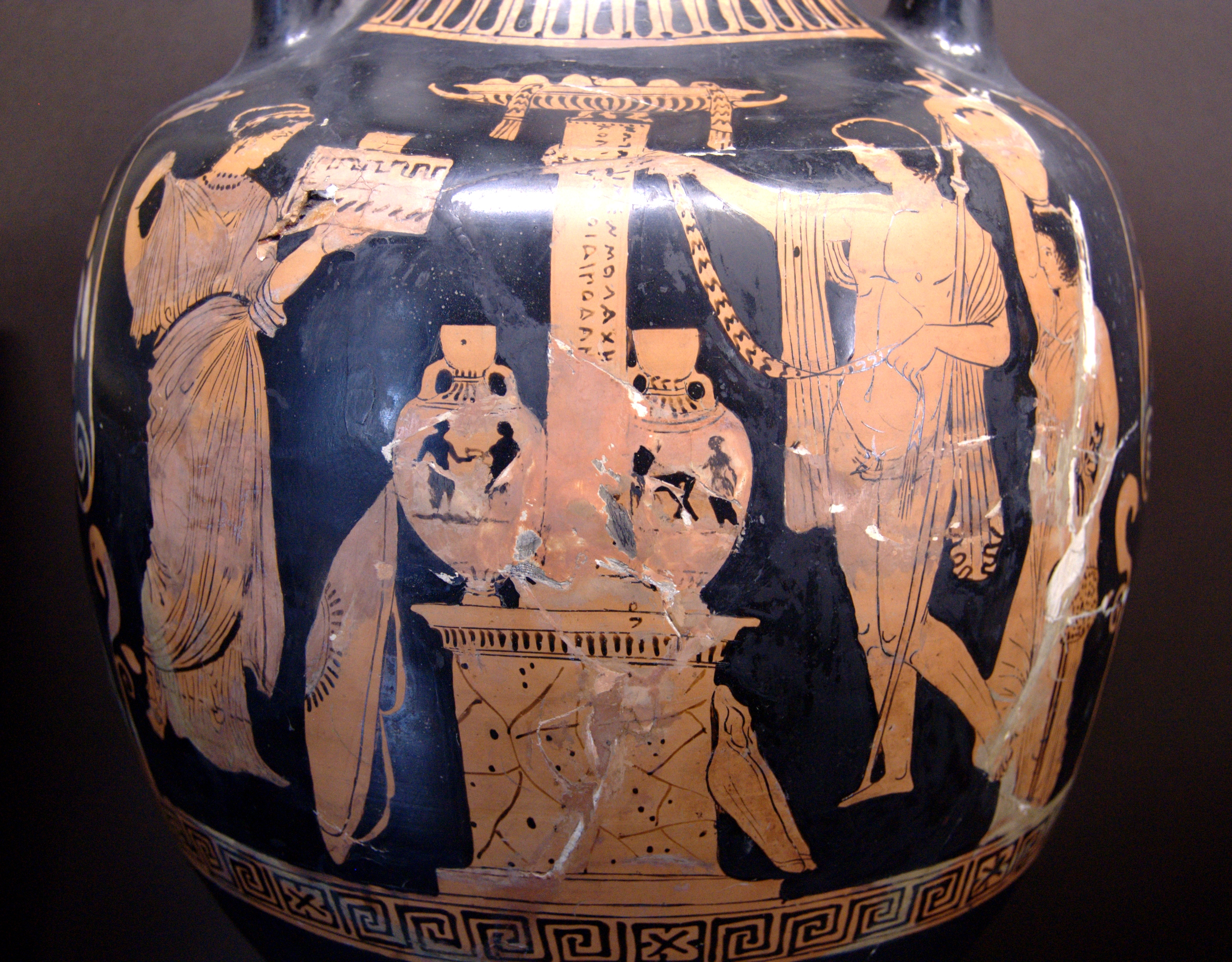
Ánfora que representa el culto heroico griego en honor de Edipo (cerámica roja de Apulia, 380-370 a. C.)

En la Antigua Grecia, una ciudad o santuario podía afirmar que poseía, sin que necesariamente exhibiera, los restos de un héroe venerado como parte de su culto heroico. Otros objetos venerables asociados con el héroe se exhibían más probablemente en santuarios, como lanzas, escudos u otras armas, carros, barcos o mascarones de proa, muebles, como sillas o trípodes y ropa. El santuario de Febe en Esparta declaraba guardar el huevo de Leda.
No se consideraba que los huesos tuvieran un poder particular que proviniera del héroe, con algunas excepciones, como el hombro divino de Pélope que se encontraba en Olimpia. Por lo general, no se les atribuían milagros y sanaciones, sino que su presencia tenía por objeto servir a una función tutelar, como la de la tumba de Edipo, que supuestamente protegía a Atenas.
Se suponía que los huesos de Orestes y Teseo habían sido robados o extraídos de su lugar de descanso original y enterrados de nuevo. Por consejo de Pitia, los espartanos buscaron los huesos de Orestes y los trajeron a su hogar, sin los cuales se decía que no podían esperar la victoria en su guerra contra los vecinos tegeos. Plutarco afirma que los atenienses también fueron instruidos por el oráculo para localizar y robar las reliquias de Teseo a los dolopios.
El cuerpo del legendario Euristeo también se suponía que debía proteger a Atenas de ataques enemigos, y en Tebas el del profeta Anfiarao, cuyo culto era oracular y sanador. Plutarco narra traslados similares a los de Teseo con los cuerpos de los históricos Demetrio I de Macedonia y Foción. Los huesos o cenizas de Asclepio en Epidauro y de Pérdicas I en Macedonia, eran objeto de la más profunda veneración.
Como en el caso de las reliquias de Teseo, los huesos se describen a veces en fuentes literarias antiguas como gigantescos, una indicación de la condición de «más grande que en vida» del héroe. En base al relato sobre el tamaño de los huesos, se ha especulado que podía tratarse de huesos de criaturas prehistóricas, cuyo sorprendente descubrimiento podría haber propiciado la santificación del lugar.
Se suponía que la cabeza del poeta-profeta Orfeo había sido transportada a Lesbos, donde fue consagrada y era visitada como un oráculo. El geógrafo e historiador griego del siglo II Pausanias relató que los huesos de Orfeo estaban guardados en un jarrón de piedra expuesto en un pilar cerca de Díon, su lugar de muerte y un importante centro religioso. También se consideraba que tenían poder oracular, al que se podía acceder mediante el sueño en un ritual de incubación. La exposición accidental de los huesos provocó un desastre en la ciudad de Libretha, donde la gente de Díon había transferido las reliquias para su custodia.

## En el cristianismo
Reliquias cristianas se denominan a los restos de los santos después de su muerte. En un sentido más amplio, una reliquia constituye el cuerpo entero o cada una de las partes en que se haya dividido, aunque sean muy pequeñas. Las reliquias también designan a los ropajes y objetos que pudieran haber pertenecido al santo en cuestión o haber estado en contacto con él, considerados dignos de veneración. Dentro del cristianismo la veneración de reliquias se restringe casi exclusivamente a la Iglesia católica.

## En el islam

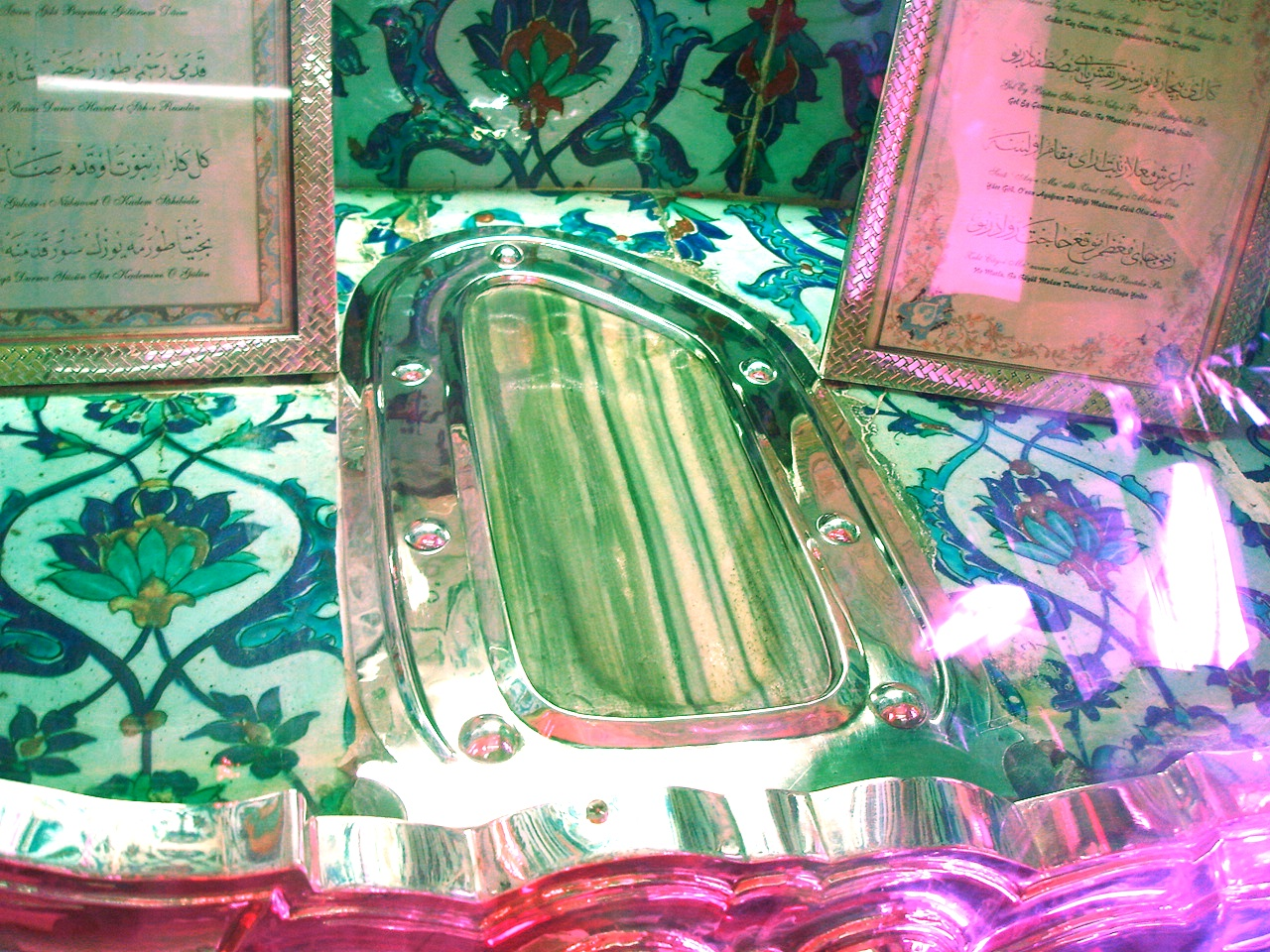
Huella del profeta islámico Mahoma, preservada en el türbe (mausoleo funerario) de Eyüp, Estambul.

Al igual que el cristianismo, el islam ha rendido culto a reliquias asociadas a Mahoma y a los santos. La veneración de las reliquias de su fundador y de los santos se convirtió en una parte muy importante de la piedad devocional tanto en el islamismo suní como en el chií a lo largo de los períodos clásico y medieval, y «la ubicuidad de las reliquias y las prácticas rituales asociadas a ellas» se convirtió en un pilar de «la vida devocional de los musulmanes... [en todo el mundo, pero particularmente] en el Oriente Próximo y África del Norte.» Con la influencia de los movimientos reformistas del salafismo y del wahabismo en la era moderna, existe, según algunos estudiosos, una percepción errónea que persiste tanto entre algunos musulmanes modernos como entre los observadores occidentales, que opinan que «la [en relación con la veneración de reliquias] experiencia islámica es marginal, debido a la ausencia observada de reliquias en el islam.» Muchos teólogos musulmanes han denunciado con frecuencia que la veneración de reliquias y la práctica de visitar tumbas de santos entra en conflicto con las enseñanzas de Mahoma. Sin embargo, es evidente que «la realidad histórica de las reliquias en el islam» era muy diferente y que los intelectuales islámicos clásicos plantearon varias razones por las que la veneración de las reliquias de los profetas y de los santos era permisible.
En Estambul, Turquía, una de las reliquias más veneradas por los musulmanes locales es el Manto del Profeta, el cual fue venerado incluso por los sultanes otomanos. En la mezquita central de Kandahar, Afganistán, se conserva una capa (kherqa) que se cree que perteneció al profeta Mahoma. Según la historia local, fue entregada a Ahmad Shah Durrani por Mured Beg, el emir de Bujará. Este manto sagrado se mantiene bajo llave y solo se extrae en momentos de gran crisis. En 1996, el mulá Mohammad Omar, líder de los talibanes afganos, lo sacó, lo exhibió a una multitud de ulemas (eruditos religiosos) y fue declarado ʾamīr al-muʾminīn (Príncipe de los creyentes). Anteriormente, la última vez que se había extraído había sido cuando la ciudad fue asolada por una epidemia de cólera en la década de 1930.

## En el budismo

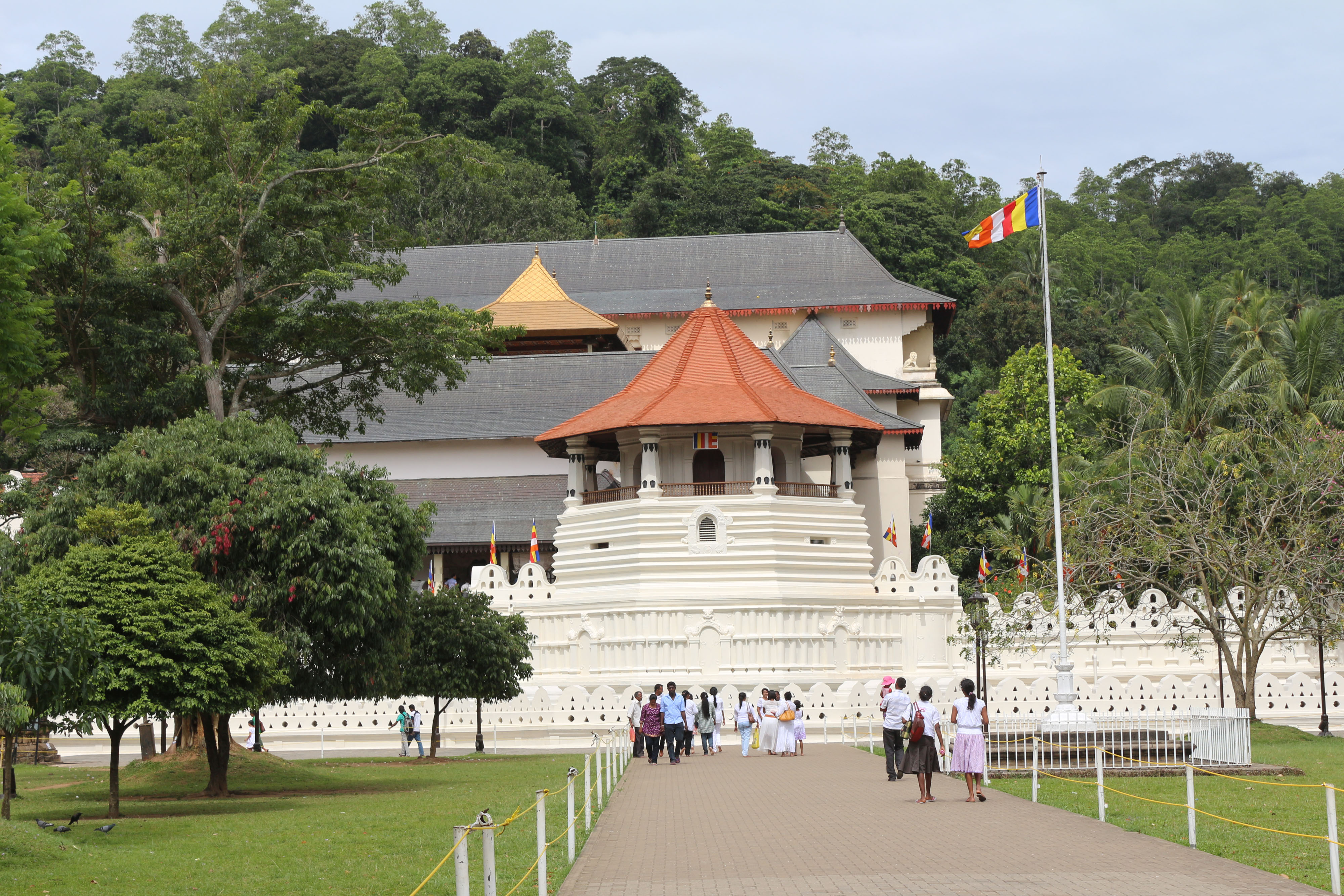
Sri Dalada Maligawa o Templo del Diente de Buda, en Sri Lanka.

En el budismo la veneración de reliquias se estableció canónicamente desde sus inicios. En el Nirvana Sutra se afirma que los restos incinerados de Buda se repartieron entre ocho tribus indias que solicitaron sus reliquias; estas reliquias fueron consagradas en estupas conmemorativas en todos los lugares donde se difundió el budismo. Según la tradición budista siete huesos del sabio no estaban incluidos en este reparto original y fueron objeto de una gran devoción, creándose diversos santuarios dedicados a ellos en toda Asia. La más famosa de estas reliquias corpóreas o śarīras es su diente canino izquierdo, honrado en el templo Sri Dalada Maligawa en Kandy, Sri Lanka.

## En el hinduismo
En el hinduismo las reliquias son menos comunes que en otras religiones ya que los restos físicos de la mayoría de los santos son cremados y los restos mortales o las posesiones terrenales de los hombres santos generalmente no se considera que tengan un particular valor espiritual. La veneración de las reliquias corporales puede tener su origen en el movimiento sramana, probablemente tras la aparición del budismo en el siglo V a. C., y las prácticas funerarias se hicieron más comunes después de las conquistas musulmanas en el subcontinente indio.